# ТЕС Вангной
14°14′0″ пн. ш. 100°46′52″ сх. д. / 14.23333° пн. ш. 100.78111° сх. д.
ТЕС Вангной – теплова електростанція, розташована за чотири десятки кілометрів на північний схід від столиці Таїланду Бангкока. 
В 1997 – 1998 роках на майданчику станції ввели в дію три парогазові блоки потужністю по 725 МВт, в кожному з яких дві газові турбіни живили через відповідну кількість котлів-утилізаторів одну парову турбіну. Потужність перших двох блоків становила по 612 МВт, третього – 686 МВт (за іншими даними, всі вони мали однакову потужність у 652 МВт, що забезпечували газові турбіни по 223,4 МВт та парові турбіни з показниками по 205,4 МВт).  
В 2014-му ввели в дію парогазовий блок №4 потужністю 750 МВт, який так само має дві газові та одну парову турбіни. Паливна ефективність цього об’єкту становить 57,3%.
Станом на початок 2020-х років в роботі залишались блоки 3 та 4, тоді як блоки 1 та 2 вже були законсервовані.
Як паливо ТЕС використовує природний газ. Спершу його подали по трубопроводу Бангпаконг – Вангной (ресурс офшорних родовища Сіамської затоки), але вже за кілька років також стало можливим надходження блакитного палива по газопроводу Ратчабурі – Вангной (ресурс, імпортований з М’янми), а з 2015-го – через реверсований трубопровід Вангной – Каенгкой.
Власником станції є державна електроенергетична корпорація Electric Generating Authority of Thailand (EGAT).